# Ford Capri
La Ford Capri est un modèle de voiture coupé du constructeur automobile Ford fabriquée de fin 1968 à 1986 par Ford Europe. En 2024, le constructeur reprend le nom de Ford Capri pour un SUV coupé électrique.
Entre 1969 et 1986, la Capri fut produite à 1 886 647 exemplaires à travers le monde.
- Europe 1969-1986 2021-
- États-Unis 1970-1977
- Australie 1969-1979 et 1989-1994
- Afrique du Sud 1970-1990

## 1962-1964 Ford Consul Capri
Version coupé de la Consul Classic 1 340 cm3 modèle 109E. Existe aussi en GT 1 500 cm3 116E.

## Histoire

### Ford Capri I (1969-1974)
La production de la Capri a commencé en novembre 1968 (selon le livre de 1987 de Jeremy Walton, Capri - The Development & Competition History of Ford's European GT Car and the FIA, Recognition No.5301) à l'usine Ford de Halewood au Royaume-Uni, et le 16 décembre 1968 à l'usine de Cologne en Allemagne de l'Ouest. Elle a été dévoilée en janvier 1969 au Salon de l'automobile de Bruxelles, les ventes commençant le mois suivant. L'intention était de reproduire en Europe le succès que Ford avait eu avec la Ford Mustang nord-américaine : produire une pony car européenne. Elle était mécaniquement basée sur la Cortina et construite en Europe dans l'usine de Halewood au Royaume-Uni, l'usine de Genk en Belgique et les usines de Sarrelouis et de Cologne en Allemagne. La voiture était nommée Colt au cours de sa phase de développement, mais Ford n'a pas pu utiliser le nom, car c'était une marque déposée par Mitsubishi.
Bien qu'il s'agisse d'un coupé fastback, Ford voulait que la Capri Mk I soit abordable pour un large éventail d'acheteurs potentiels. Dès son lancement, il est possible de choisir entre plusieurs moteurs. Les usines britanniques et allemandes ont produit différentes gammes de moteurs. En Allemagne, le client s'en voit proposer cinq : trois V4 de la Ford Taunus de (1300, 1500, 1 700 cm3) et deux V6 Cologne de (2000 ou 2 300 cm3). Au Royaume-Uni, l'éventail se limite, dans un premier temps, à deux moteurs 4 cylindres en ligne Kent de (1300 ou 1 600 cm3) et un V4 Essex de (2 000 cm3). À la fin de l'année, de nouvelles versions sportives ont été ajoutées : la 2300 GT en Allemagne, utilisant un carburateur à double barrils de 125 ch (92 kW) et à partir de l'automne 1969, une nouvelle version 3000, équipée du V6 de l'ancienne Ford Zodiac, vient compléter la gamme britannique.
Sous la nouvelle carrosserie, le train roulant était très similaire à celui de la Cortina de 1966. La suspension arrière employait un essieu dynamique soutenu par des ressorts à lames avec des tiges à rayon court. Des jambes de force MacPherson étaient présentes à l'avant en combinaison avec une direction à pignon et crémaillère (provenant de la Ford Escort) qui utilisait une colonne de direction qui se plierait en réponse à une collision.
L'accueil initial de la voiture a été globalement favorable. Dans l'édition de juin 1970 du Monthly Driver's Gazette, le testeur Archie Vicar a écrit à propos du changement de vitesse qu'il était « ... à la mode de Ford, facile à utiliser mais pas très joyeux ». Dans la même critique, Vicar a résumé la voiture comme suit : « Peut-être qu'avec un peu de travail, on peut lui donner une tenue de route et des performances moins américaine mais plus européenne ».
Le catalogue Ford ne propose pas moins de sept degrés de finition.
En combinant les options et les moteurs - les versions 1700, 2000 et 2300 bénéficient d'office d'un équipement "GT" plus complet, tout en bas la Capri standard, dotée d'une présentation simplifiée. La gamme a continué à être élargie, avec une autre variante de 3.0 L, la Capri 3000E, introduite à l'usine britannique en mars 1970, offrant « des garnitures intérieures plus luxueuses ».
Ford a commencé à vendre la Capri sur le marché australien en mai 1969 et en avril 1970, elle a été lancée sur les marchés nord-américain et sud-africain. Les modèles sud-africains utilisaient initialement le moteur Kent de 1.6 L et la version 2.0 L du V4 Essex. bien qu'un moteur quatre cylindres en ligne Pinto de 2,0 L l'ait remplacé sur certains marchés en 1971. Une exception, cependant, était la Perana fabriquée par Basil Green Motors près de Johannesburg, qui était d'abord propulsée par un moteur Essex de 3.0 L, puis par un moteur V8 Windsor de Ford de 4 949 cm3 après que Ford Afrique du Sud eut commencé à offrir les options de moteur Essex de 3.0 L.. Toutes les versions nord-américaines comportaient le capot « Power Dome » et quatre phares ronds de 146 mm aux spécifications américaines. Elles ne portaient aucun badge « Ford », car la Capri n'était vendue que par les concessionnaires Lincoln-Mercury (la division Mercury s'occupant des ventes) et elle était promue aux conducteurs américains comme « l'Européenne sexy ».
La Capri était vendue au Japon en version GT avec les moteurs de 1,6 L et 2,0 L, et les ventes ont été aidées par le fait que cette génération était conforme aux réglementations de dimension du gouvernement japonais. Au Japon, les ventes étaient gérées par Kintetsu Motors, alors importateur exclusif de produits Ford au Japon. Le modèle avec moteur de 2,0 litres obligeait les propriétaires japonais à payer une taxe routière annuelle plus élevée que le modèle avec moteur de 1,6 litre, ce qui affectait les ventes.
Apparition, à l'automne 1970, de la 2600 GT et surtout de la RS2600, une version plus sportive équipée d'un moteur V6 Cologne de 2 600 cm3 à injection développant 150 chevaux. À partir de cette base, Ford Cologne ainsi que plusieurs préparateurs français et allemands développent une voiture de course homologuée en groupe 2, se permettant de gagner deux fois le Championnat d’Europe des Groupe 2, deux fois les 24 Heures de Francorchamps et même remporter sa catégorie au Mans 1972. La RS2600 a également reçu une suspension modifiée, une boîte de vitesses à rapport rapproché, des panneaux de carrosserie allégés, des freins à disque ventilés et des roues en aluminium. Elle pouvait atteindre le 0 à 100 km/h en 7,7 secondes. Le moteur de 2,6 L a été désaccordé en septembre pour la version de luxe, la 2600 GT, avec 2 550 cm3 et un carburateur Solex à double barrils. L'Allemand Dieter Glemser a remporté le titre des pilotes au Championnat d'Europe des voitures de tourisme 1971 au volant d'une Ford Köln engagée en RS2600 et son compatriote allemand Jochen Mass a fait de même en 1972.
La première Ford Special était la Capri Vista Orange Special. La Capri Special a été lancée en novembre 1971 et était basée sur les modèles 1600 GT et 2000 GT. Elle n'était disponible qu'en Vista Orange et était équipée en option de concessionnaire d'un aileron Ford Rally Sport monté sur le coffre et de lattes sur la lunette arrière - un lien direct avec la Mustang. La Special avait également des extras standard supplémentaires tels qu'une radio à bouton-poussoir, un revêtement de siège en tissu, des ceintures de sécurité à enrouleur d'inertie, une lunette arrière chauffante et un toit en vinyle noir. Il n'y a eu que 1200 Capri Vista Orange Special de fabriquées. L'une des dernières éditions limitées de la Mk I originale, était une version qui venait soit en Metallic Green ou en Black avec intérieur Red et comportait quelques extras supplémentaires, tels que des inserts en tissu dans les sièges, des feux de détresse, une lampe pour lecture de carte, des vitres arrière qui s'ouvraient, un toit en vinyle et, pour la première fois, un renflement de capot a été installé sur les modèles de moins de 3,0 litres. Cette édition spéciale n'était disponible qu'avec un moteur de 1.6 L ou 2.0 L et avait le titre complet de GTXLR Special.

#### Lifting de la Mk I
La Capri a connu un grand succès, avec 400 000 voitures vendues au cours de ses deux premières années. En septembre 1972, la Ford Capri fait l'objet de plusieurs modifications de détail. Les amateurs de Capri appellent les modèles sortis à partir de cette date les Capri "série I½", par opposition aux Capri Mk II, qui seront lancées début 1974. Les principaux changements par rapport aux premières Capri (1969-1972) consistent dans l'adoption d'une nouvelle suspension plus confortable, de doubles feux arrière plus grands (remplaçant ceux provenant de l'Escort Mk1), d'un capot à bossage sur tous les modèles, de l'intégration des clignotants au pare-chocs avant, avec désormais quatre phares présents sur le modèle 3000GXL et de nouveaux sièges. Les ouïes latérales deviennent également plus discrètes. Les moteurs Kent ont été remplacés par le moteur Ford Pinto et la 3000 GT, auparavant réservée au Royaume-Uni, a rejoint la gamme allemande. Au Royaume-Uni, le V4 de 2.0 L est resté en service.
De plus, les versions nord-américaines ont reçu des pare-chocs plus grands recouverts de caoutchouc (pour se conformer aux règlements du ministère des Transports des États-Unis) pour 1973.
En 1973, la Capri a enregistrée le total de ventes le plus élevé jamais atteint, à 233 000 véhicules : la millionième Ford Capri, une RS 2600, a été achevée le 29 août. Un chiffre tout à fait inédit pour un coupé.
Une nouvelle version 1600 GT - la même que celle qui existe déjà au Royaume-Uni - équipée d'un 4 cylindres à arbre à cames en tête apparaît et se substitue aux anciennes versions 1500 et 1700 moteur V4. Tous les modèles, à l'exception de la 1300, peuvent être dotés en option d'une boîte automatique.
Le 25 septembre 1973, Ford a donné le feu vert à la Capri RS à conduite à droite tant attendue, remplaçant la RS 2600 avec moteur V6 Cologne par la RS 3100 avec moteur V6 Essex, avec la cylindrée habituelle de 3,0 L du V6 Essex augmentée à 3 098 cm3 ((3,1 L) en alésant les cylindres de 93,6 mm du moteur de 3,0 L à 95,25 mm. Contrairement à son prédécesseur, elle utilisait le même carburateur Weber 38-DGAS à double barrils que le modèle standard de 3.0 L et atteignait les mêmes 150 ch (110 kW) à 5 000 tr/min que la RS 2600 avec 254 N m de couple à 3 000 tr/min. La hauteur de caisse de la RS 3100 était inférieure de 25 mm à celle des autres Capri et comportait également d'autres modifications uniques telles que des rayures dorées, un aileron arrière en queue de canard, une traverse repercée pour déplacer les bras de suspension vers l'extérieur pour fournir un carrossage négatif qui a également rendu nécessaire d'avoir des ailes avant évasées spéciales plus larges, ressorts robustes avec amortisseurs à gaz Bilstein à l'avant et à l'arrière, simples ressorts à lames arrière de compétition, caoutchoucs spéciaux et blocs d'espacement, un petit spoiler avant et freins à disque ventilés avant plus gros de 203 mm. Ces modifications ont rendu la RS 3100 très stable à haute vitesse, mais plusieurs critiques se sont également plaints de sa conduite difficile,. Seulement 250 RS3100 ont été construites entre novembre 1973 et décembre 1973 à des fins d'homologation, de sorte que sa version de course pourrait être éligible à la compétition dans la catégorie Groupe 2 de plus de trois litres pour la saison 1974 Cependant, la voiture était toujours compétitive dans les courses de voitures de tourisme et Ford Motorsport a produit 100 modèles en édition limitée avec ce nouveau moteur. Le moteur de la RS3100 du groupe 2 a été réglé en GAA par Cosworth, avec 3 412 cm3 (3,4 L), injection de carburant, DOHC, 4 soupapes par cylindre et 441 ch (324 kW) en version de course. La voiture présentait également une aérodynamique améliorée. Outre la RS3100 de course, le moteur GAA a également été utilisé dans la catégorie des courses de Formule 5000.

Galerie d'images Capri MK1
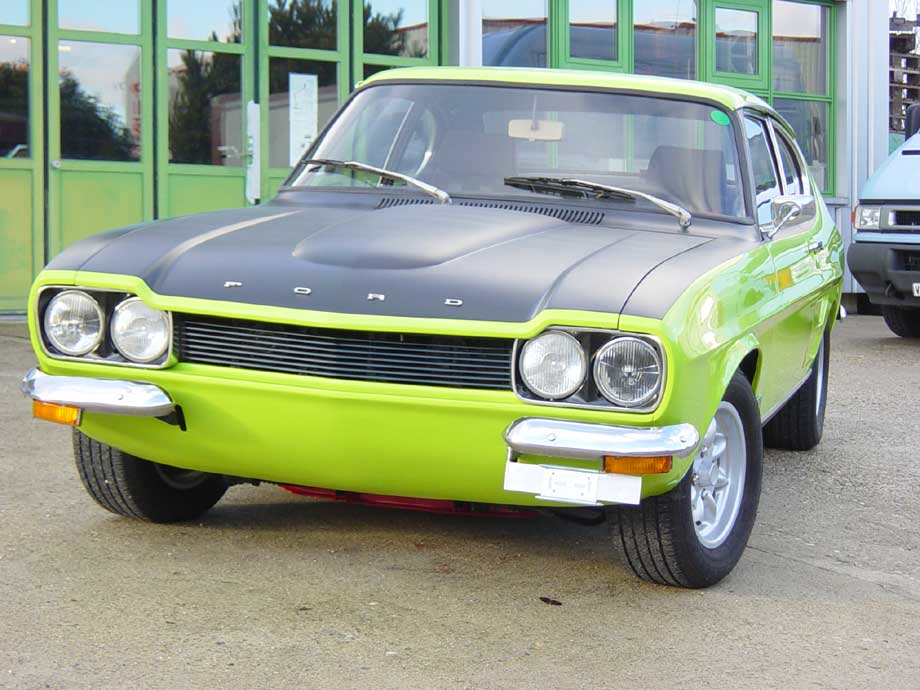
1971 : Ford Capri 2600 RS
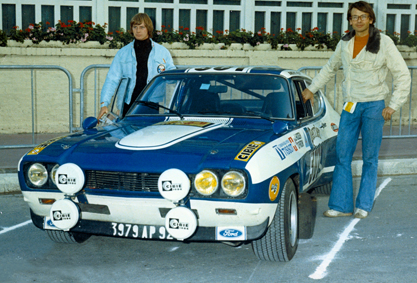
1972 : Ford Capri 2600 RS Gr2
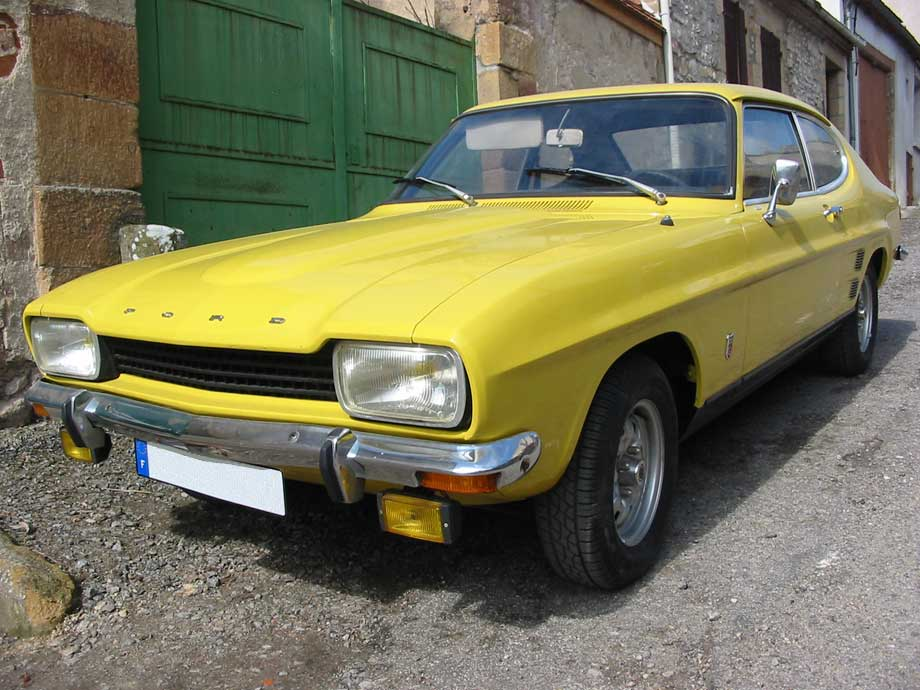
1973 : Ford Capri 2.3 série 1½
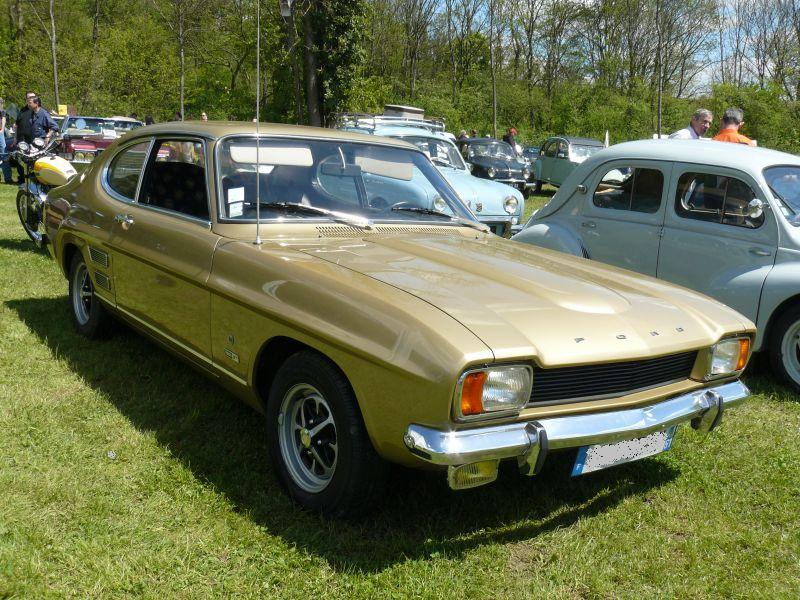
Ford Capri MKI 2300 GT XLR
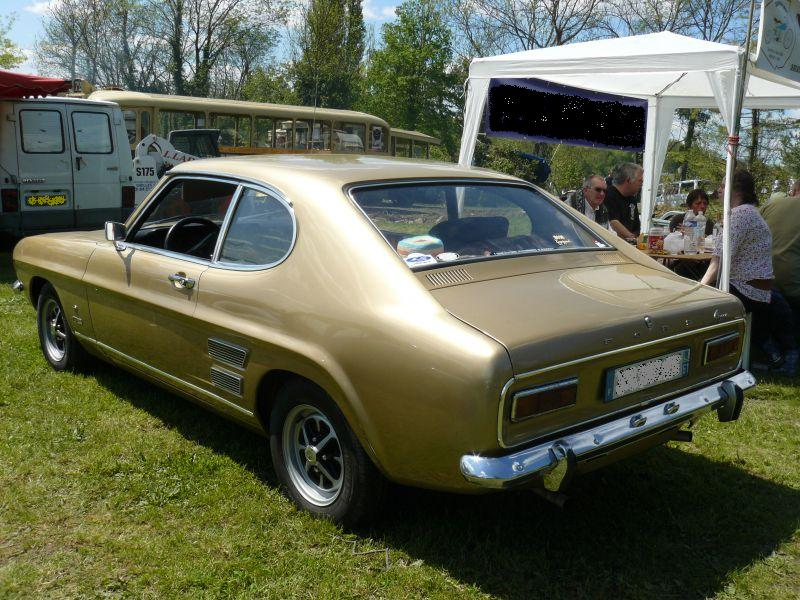
Ford Capri MKI 2300 GT XLR

### Ford Capri II (1974-1978)

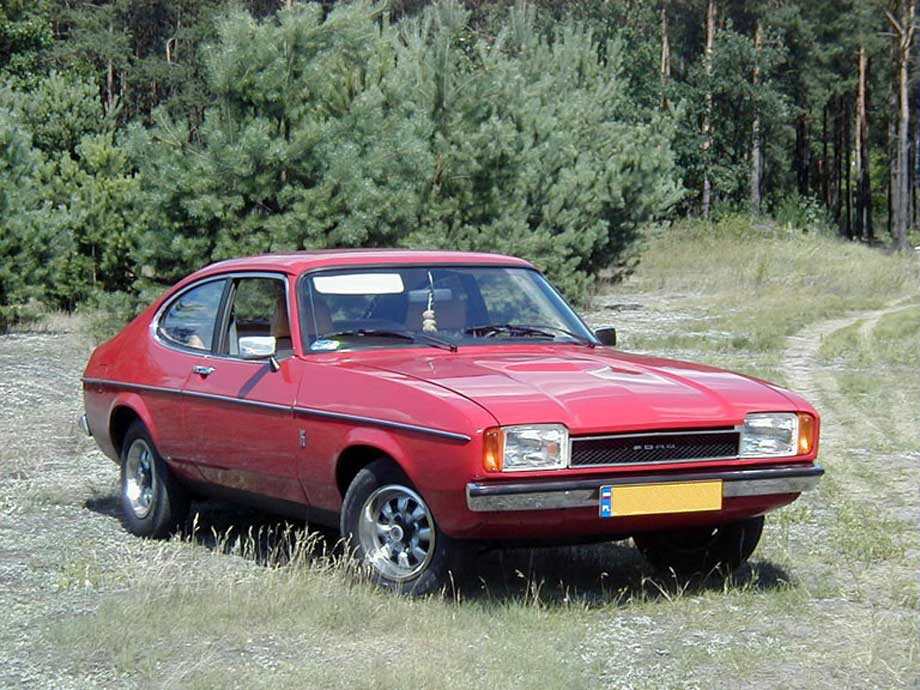
1977 : Ford Capri 1600 GL

En février 1974, la Capri fait l'objet d'une première cure de jouvence, en Allemagne comme au Royaume-Uni. Après 1,2 million de voitures vendues, et avec la crise pétrolière de 1973, Ford a choisi de rendre la nouvelle voiture plus adaptée à la conduite quotidienne avec un rajeunissement qui consiste en l'abandon de la nervure latérale qui ornait les flancs des anciens modèles, l'abandon des prises d'air latérales, un capot plus plat et un hayon arrière sur toutes les versions. Cela en a fait la première Ford à disposer d'un hayon, à une époque où la berline à hayon devenait de plus en plus populaire en Europe après avoir été brevetée par Renault au milieu des années 1960. La ligne générale est moins nerveuse, plus sage. Selon les normes du milieu des années 1970, la Capri II était un véhicule ayant bien évolué avec très peu de problèmes de fiabilité. Pour l'Allemagne, la Capri proposait désormais des moteurs quatre cylindres en ligne de 1,3 litre (55 ch ; 40 kW), 1,6 litre (72 ch (53 kW)), GT de 1,6 litre (88 ch (65 kW)) ou 2,0 litres (99 ch (73 kW)), complété par un V6 de 2,3 litres (108 ch (79 kW)) et le V6 de 3,0 litres (140 ch (103 kW)) provenant du Royaume-Uni, disponible avec une transmission manuelle Type 5 de Ford à quatre rapportsou l'une des nouvelles boîtes automatiques C3 de Ford à trois rapports disponibles sur tous les modèles sauf celui de 1.3 L, la transmission automatique C3 s'est avérée être une option très populaire parmi les acheteurs de Ghia, elle est donc devenue standard sur tous les modèles Ghia après l'année modèle 1976 et la transmission manuelle à quatre vitesses est devenue optionnelle,.
Bien qu'elle soit mécaniquement similaire à la Mark I, la Capri II avait une carrosserie révisée et plus grande, un tableau de bord plus moderne et un volant plus petit. La version de 2,0 L du moteur Pinto a été introduite dans le modèle européen et a été placée sous le V6 de 2,3 litres et le V6 de 3,0 litres. La Capri a toujours conservé les grands phares rectangulaires, qui sont devenus le moyen le plus simple de faire la distinction entre une Mark II et une Mark III. Des freins à disque avant plus gros, un alternateur standard et un pare-air avant sur tous les modèles S ont terminé la liste des modifications.
Les ventes de Capri se sont poursuivies au Japon car elle est restée conforme aux réglementations gouvernementales japonaises sur les dimensions, mais les ventes n'ont pas été aussi fructueuses que celles de la génération précédente.
Le choix des Capri est simplifié : autour d'une gamme ramenée à quatre versions (1300, 1600 GT, 2300 GT et 3000 GT), on ne trouve plus que deux finitions : L ou XL pour la 1300, standard ou « Ghia » pour les trois versions GT. Dans ce dernier cas, la présentation intérieure et extérieure a été améliorée par le carrossier turinois : toit en vinyle, roues en alliage léger, intérieur en velours, etc.
À l'automne 1975, la gamme disponible en France se résume à trois modèles, la 3000 GT n'étant plus disponible qu'en Allemagne. La gamme germanique, elle s'enrichit au printemps 1976 d'une Capri 2000, animée par un V6 emprunté à la Taunus 2000.
Parallèlement, de nouvelles finitions sont proposées : « L » ou « GL » pour la Capri 1300, « S » pour la 1600, « S » ou Ghia pour les 2000 et 2300. Elles adoptent un carénage sous le pare-chocs avant et un becquet arrière.
Ford a présenté l'édition limitée John Player Special (connue sous le nom de JPS) en mars 1975. Disponible uniquement en noir ou blanc, la JPS présentait des rayures dorées pour imiter la livrée de la Formule 1, des jantes dorées et un intérieur amélioré et sur mesure en tissu beige avec tapis garni de noir. En mai 1976, et avec une baisse des ventes, les modèles intermédiaires GT 3.0 ont disparu pour céder la place aux désignations haut de gamme S 3.0 et Ghia. L'année 1976 voit aussi l'arrêt de production de la Ford Capri en Angleterre, 337 500 exemplaires ont été assemblés à Halewood depuis 1969, désormais, toutes les Capri commercialisées proviennent des chaînes de Cologne.
Un an plus tard, c'est la production des modèles spécifiquement destinés au marché américain qui est interrompue. Entre avril 1970 et août 1977, 513 500 Ford Capri ont été écoulées en Amérique du Nord sous la marque Mercury.

#### Moteurs
| Modèle                | Cylindrée | Code de type                          | Puissance       | Vitesse de pointe | 0 à 97 km/h (en secondes) | Années    |
| --------------------- | --------- | ------------------------------------- | --------------- | ----------------- | ------------------------- | --------- |
| 1300 HC               | 1 298 cm3 | Quatre cylindres en ligne Crossflow   | 57 ch (42 kW)   | 143 km/h          | 19.9                      | 1976–1978 |
| 1300 LC               | 1 298 cm3 | Quatre cylindres en ligne Crossflow   | 55 ch (40 kW)   | 140 km/h          | 21.7                      | 1974–1976 |
| 1300 LC               | 1 298 cm3 | Quatre cylindres en ligne Crossflow   | 55 ch (40 kW)   | 140 km/h          | 21.6                      | 1976–1978 |
| 1300 LC (Royaume-Uni) | 1 298 cm3 | Quatre cylindres en ligne Crossflow   | 51 ch (37 kW)   | 137 km/h          | 23.2                      | 1976–1978 |
| 1300 L HC             | 1 298 cm3 | Quatre cylindres en ligne Crossflow   | 57 ch (42 kW)   | 143 km/h          | 19.9                      | 1974–1976 |
| 1300 XL HC            | 1 298 cm3 | Quatre cylindres en ligne Crossflow   | 72 ch (53 kW)   | 154 km/h          | 16.4                      | 1974–1976 |
| 1600 Ghia/GT          | 1 593 cm3 | Quatre cylindres en ligne Pinto TL16G | 88 ch (65 kW)   | 167 km/h          | 12.8                      | 1974–1976 |
| 1600 HC               | 1 593 cm3 | Quatre cylindres en ligne Pinto TL16H | 72 ch (53 kW)   | 156 km/h          | 15.5                      | 1974–1976 |
| 1600 HC               | 1 593 cm3 | Quatre cylindres en ligne Pinto TL16H | 72 ch (53 kW)   | 156 km/h          | 15.4                      | 1976–1978 |
| 1600 LC               | 1 593 cm3 | Quatre cylindres en ligne Pinto TL16L | 69 ch (51 kW)   | 153 km/h          | 16.3                      | 1974–1976 |
| 1600 LC               | 1 593 cm3 | Quatre cylindres en ligne Pinto TL16L | 68 ch (50 kW)   | 153 km/h          | 16.3                      | 1976–1978 |
| 1600 L (Suède)        | 1 593 cm3 | Quatre cylindres en ligne Crossflow   | 63 ch (46 kW)   | 146 km/h          | 16.6                      | 1976–1978 |
| 2000                  | 1 993 cm3 | Quatre cylindres en ligne Pinto TL20H | 98 ch (72 kW)   | 174 km/h          | 11.7                      | 1974–1976 |
| 2000                  | 1 993 cm3 | Quatre cylindres en ligne Pinto TL20H | 98 ch (72 kW)   | 174 km/h          | 11.2                      | 1976–1978 |
| 2000 V6               | 1 999 cm3 | V6 Cologne                            | 90 ch (66 kW)   | 167 km/h          | 12.7                      | 1976–1978 |
| 2300                  | 2 294 cm3 | V6 Cologne                            | 108 ch (80 kW)  | 179 km/h          | 10.6                      | 1974–1976 |
| 2300                  | 2 294 cm3 | V6 Cologne                            | 108 ch (80 kW)  | 179 km/h          | 10.6                      | 1976–1978 |
| 3000                  | 2 994 cm3 | V6 Essex                              | 140 ch (103 kW) | 196 km/h          | 8.4                       | 1974–1978 |

### Ford Capri III (1978-1986)
La Capri Mk III était appelée en interne "Project Carla", et bien qu'il ne s'agisse guère plus qu'une mise à jour de la Capri II, elle était souvent appelée Mk III. Les premières voitures sont disponibles en mars 1978 et se vendent très bien au départ. Le concept d'une Capri II fortement remaniée a été présenté au salon de Genève de 1976: une Capri II avec un avant très similaire à l'Escort RS2000 (avec quatre phares et une calandre à lattes noires), et avec un aileron arrière, qui prévisualisé essentiellement le modèle quelque temps avant le lancement. Les modèles commercialisés à partir du mois de février diffèrent des précédents par leur capot débordant légèrement sur la calandre, une calandre "Aeroflow" noire (utilisée pour la première fois sur la Fiesta Mk I), par leurs doubles phares en série, des lentilles de feu arrière de style "dents de scie", leur carénage avant et aussi par leurs pare-chocs peints en noir mat qui fait écho au nouveau langage de conception introduit à l'époque par le styliste en chef de Ford Europe, Uwe Bahnsen, sur toute la gamme. Des éléments de style similaires ont ensuite été introduits dans la Cortina 80 de 1979, l'Escort Mk III de 1980 et la Granada Mk IIb de 1981. De plus, la Mk III présentait une aérodynamique améliorée, conduisant à des performances et une économie améliorées par rapport à la Mk II. Les quadruples phares de la marque ont été introduits, tandis que le bord d'attaque du capot a été abaissé au-dessus des phares, ce qui rend l'apparence plus agressive. L'habitacle est lui aussi remanié dans le sens d'une grande sobriété. On notera aussi que l'ovale Ford (logo de la marque abandonné depuis les années 1950) orne désormais les calandres des Capri.
Au lancement, les combinaisons de moteur et de transmission de la Capri II ont été conservées, le modèle S 3.0 étant considéré comme le modèle le plus souhaitable, bien qu'en Grande-Bretagne, la dérivée Ghia plus douce et plus luxueuse avec transmission automatique, plutôt que manuelle, était la meilleure vente des deux modèles à moteur V6. En Allemagne, les modèles «S» étaient de loin le niveau de finition le plus populaire (pour tous les moteurs), représentant 63% des ventes de Capri dans ce pays. L'acheteur français a maintenant le choix entre les motorisations suivantes : 1300, 1600, 2000, 2300 et 3 000 cm3, avec des puissances variant pratiquement du simple (70 ch DIN pour la version 1,3 litre) au double (138 ch DIN pour la Capri 3000 S), cette dernière pouvant prétendre à une vitesse maximale de 200 km/h.
Ford a commencé à concentrer son attention sur le marché britannique, alors que les ventes de Capri diminuaient ailleurs, réaliser que la voiture était quelque chose comme un culte à suivre là-bas. Contrairement aux ventes de la Cortina quatre portes contemporaine, en Grande-Bretagne les ventes de Capri étaient principalement destinées à des acheteurs privés qui exigeraient moins de remises que les acheteurs des flottes, ce qui permettrait des marges plus élevées sur le coupé. Ford a essayé de maintenir l'intérêt en 1977 avec les options Ford Rallye Sport, Series X et "X Pack", avec des pièces de la gamme RS orientées vers les performances. Bien que coûteuse et à faible vente, elles ont prouvé que la presse couvrirait avec enthousiasme des Capri plus développées avec de meilleures performances.
Cependant, la popularité croissante des berlines sportives au début des années 80 a entraîné dans toute l'Europe une baisse de la demande pour les voitures de sport abordables. Entre 1980 et 1983, Ford a lancé la Fiesta XR2, l'Escort XR3 / XR3i et la Sierra XR4i. Tous ces produits se sont bien vendus, tandis que leur introduction sur le marché a entraîné une baisse des ventes de Capri, même au Royaume-Uni. Plusieurs de ses concurrentes avaient déjà été abandonnées sans remplaçante directe, notamment la MG B de British Leyland qui n'a pas été directement remplacée lorsque l'usine d'Abingdon qui la produisait a été fermée en 1980. Vauxhall avait lancé des versions coupé de sa Cavalier MK1 en 1978, mais lorsque la Cavalier MK2 a été lancée en 1981, il n'y avait pas de nouvelles versions coupé, Renault n'a pas remplacé son coupé Fuego qui a été abandonné en 1986.
En plus d'être le modèle sportif le plus populaire en Grande-Bretagne pendant la majeure partie de sa vie de production, la troisième génération de Capri était également l'une des voitures les plus volées en Grande-Bretagne dans les années 1980 et au début des années 1990, classée comme "haut risque" de vol dans un rapport de Home Office.
Au début des années 1980, la S 3.0 a été largement utilisée dans la série télévisée Les Professionnels, avec les personnages Bodie conduisant une S 3.0 en argent et Doyle une S 3.0 en or[réf. nécessaire].
En avril 1984, la Ford Capri cesse d'être commercialisée en France. En novembre de la même année, seule la production des Capri à direction à droite, réservées au marché britannique, se poursuit à Cologne. Ford avait décidé de ne pas lancer une successeur direct de la Capri, car il pensait que la demande de coupés abordables était insuffisante en Europe pour qu'une nouvelle Capri soit développée. Cependant, Ford a connu le succès avec les versions hautes performances de la Fiesta, de l'Escort et de la Sierra, qui ont surtout séduit des acheteurs qui auraient pu acheter une Capri avant 1980. La dernière Ford Capri tombe de chaîne deux ans plus tard, en décembre 1986. Il s'agit d'une série spéciale "280", dernier avatar de la version 2.8 Injection. Près de deux millions de Ford Capri ont été vendues depuis le lancement du modèle dix-sept ans plus tôt.
En Europe, Ford a fait un retour sur le marché des coupés lorsque la Probe de construction américaine a été mise à la disposition des acheteurs européens à partir de 1994. Cette voiture a eu moins de succès et a été retirée après seulement trois ans. Sa successeur, la Cougar, était également construite aux États-Unis mais n'a été importée en Europe que deux ans après son lancement en 1998. La plus petite Puma, produite de 1997 à 2002, a eu plus de succès, mais Ford ne l'a pas directement remplacée, mais a plutôt lancé des versions plus rapides des Fiesta et Focus berlines peu après la disparition de la Puma. La Puma était le dernier coupé que Ford a produit pour le marché européen jusqu'à ce que la Mustang de construction américaine soit introduite en conduite à droite et à gauche et vendue en Europe et au Royaume-Uni.

#### Modèles Injection 2.8
Pour l'année modèle 1982, le groupe motopropulseur V6 Essex de 3.0 L, qui était le sommet de la gamme depuis septembre 1969, a été abandonné, principalement en raison de réglementations toujours plus strictes sur les émissions, et Ford savait que l'ancien design du V6 Essex ne pourrait y répondre, donc, à l'occasion du Salon de Genève de mars 1981, apparaît la nouvelle Capri 2,8 litres Injection. Le nouveau modèle était le premier modèle standard depuis la RS2600 à utiliser l'injection de carburant. Équipée du moteur de la Ford Granada , cette version dispose de 160 ch (118 kW), même si des tests ont montré que le chiffre réel était plus proche de 150 ch (110 kW), ce qui donne une vitesse de pointe de 210 km/h, mais la voiture avait toujours une boîte de vitesses standard à quatre vitesses et des disques de freins avant ventilés. La Capri Injection 2.8 a insufflé une nouvelle vie à la gamme et a maintenu la production de la voiture 2 à 3 ans de plus que prévu par Ford. Fin 1982, les Capri « S » et la 2.8 Injection reçoivent une boîte à cinq rapports, avec overdrive dans le cas de la 2,8 litres - dans le même temps, Ford a troqué les vieux sièges à carreaux pour des garnitures en velours plus luxueuses. Une mise à niveau plus substantielle a été introduite en 1984 avec la Capri Injection Special. Ce développement utilisait des sièges à moitié en cuir et comprenait un différentiel à glissement limité. Extérieurement, la voiture pouvait être facilement distinguée par des roues RS à sept rayons (sans le logo "RS" habituel car ce n'était pas un véhicule RS) et par la calandre et les cadres de phares à code couleur. Dans le même temps, la Capri 2.0 a été rationalisée en un seul modèle, la S 2.0, qui a simultanément adopté la suspension légèrement modifiée de la Capri Injection. Le modèle de 1.6 L a également été réduit à un seul modèle, la LS 1.6.
À partir de l'année modèle 1986 - la dernière année de vente de la Capri - la gamme avait été rationalisée encore plus loin pour se limiter à la Laser 1.6 et à l'Injection 2.8.

Galerie d'images Capri MK3
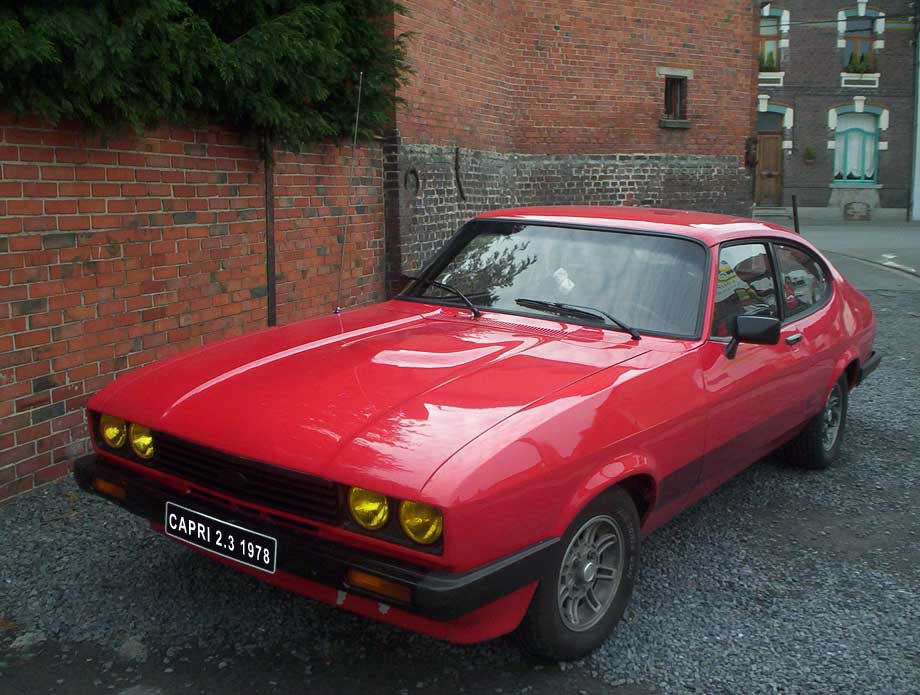
1978 : Ford Capri 2300 S
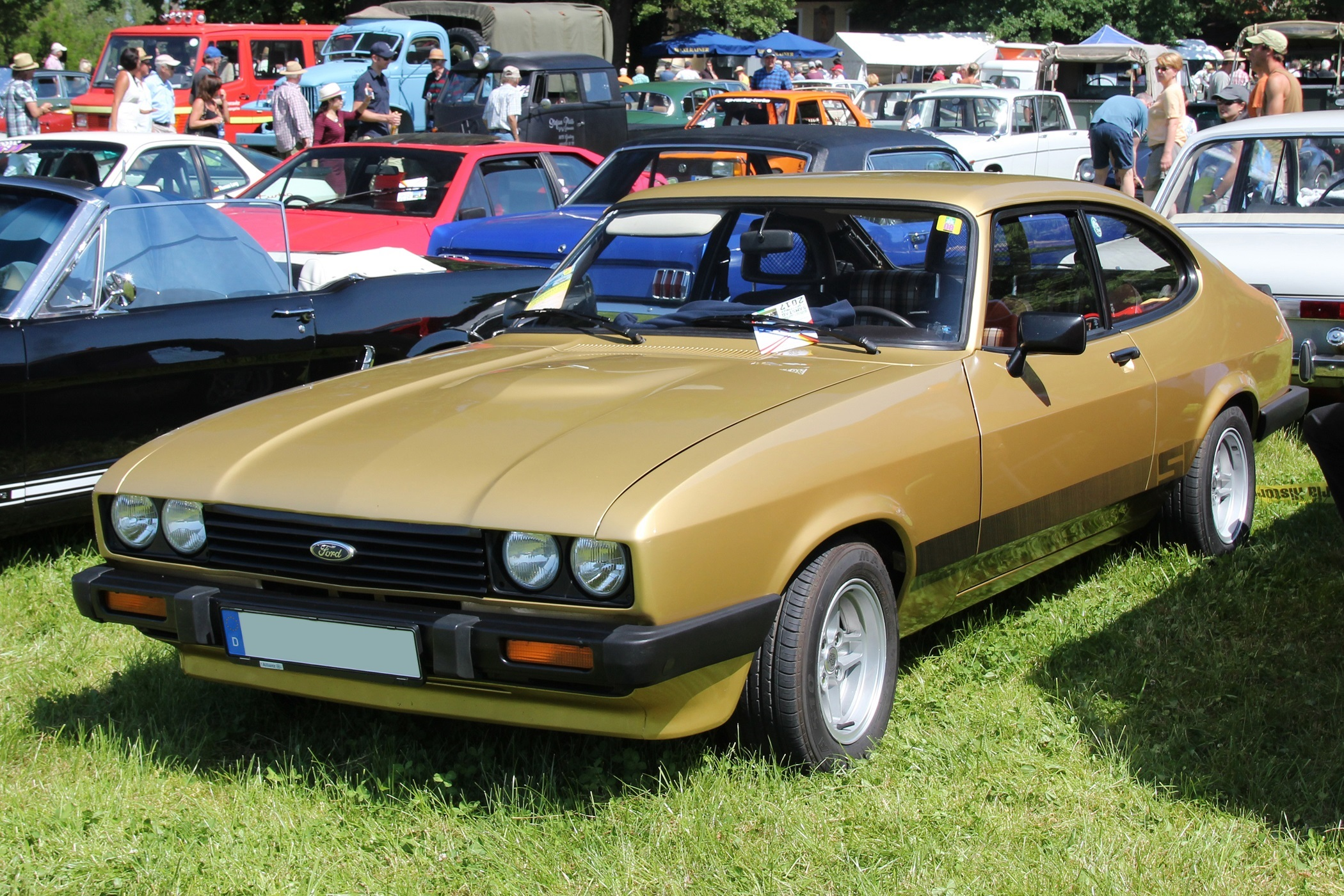
La Ford Capri III 2300 S...
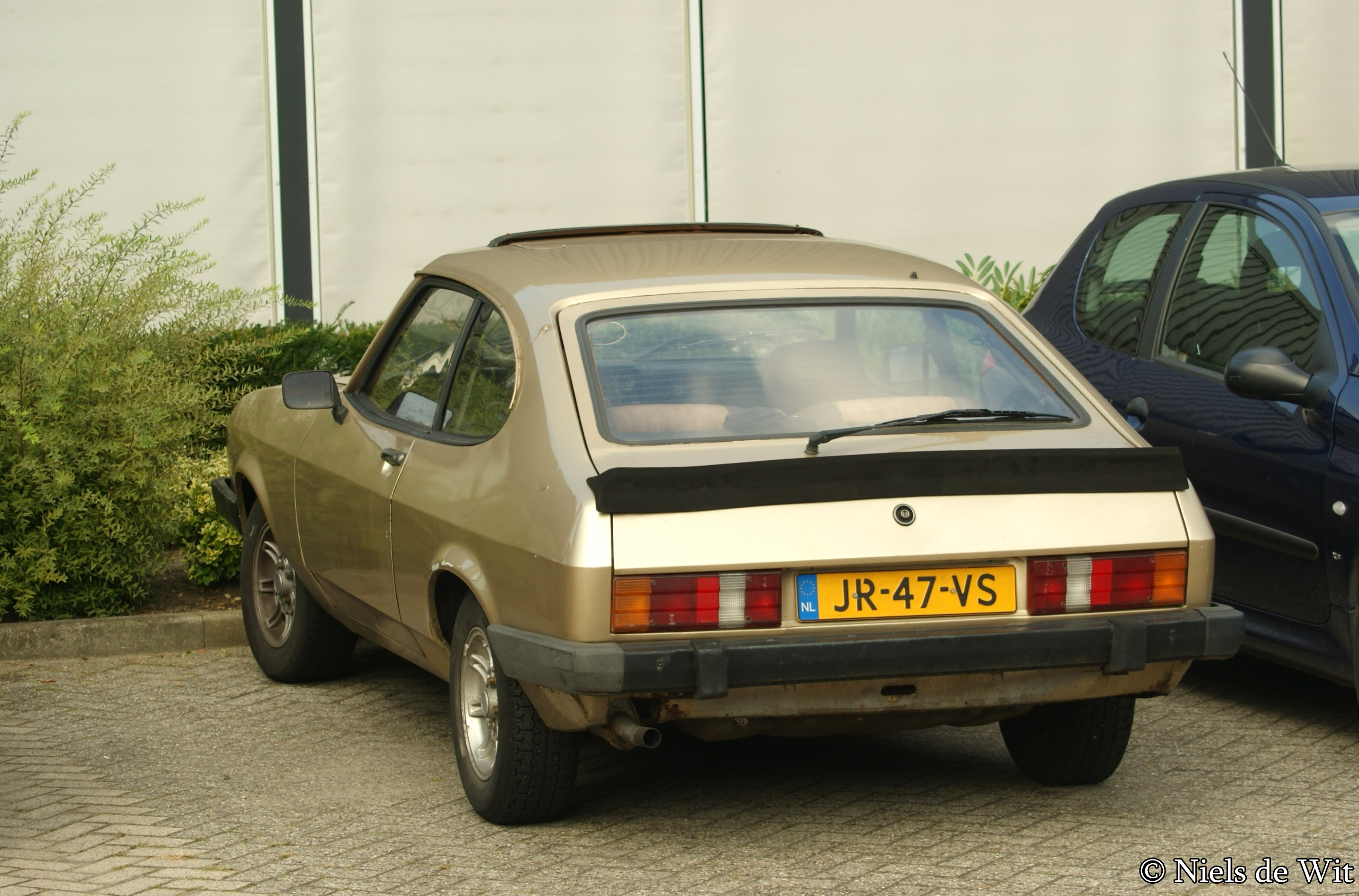
...en livrée dorée
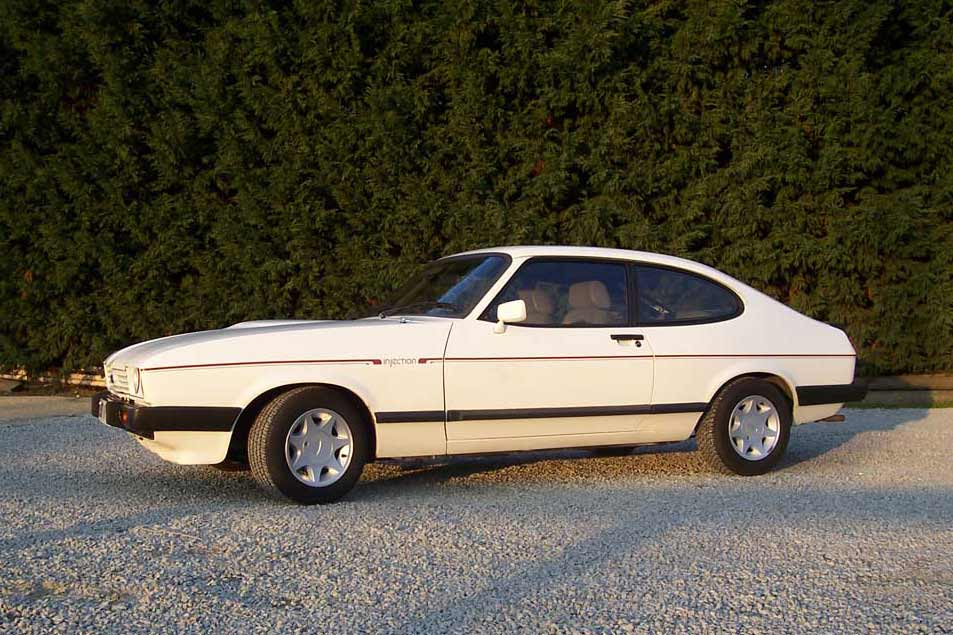
1985 : Ford Capri 2.8 Injection Special

#### Series X et GP1
La finition optionnelle de performances spéciales X-pack pour les Capri Mark II et Mark III de 3.0 litres a été proposée entre 1977 et 1980. Elles utilisaient un large kit carrosserie en fibre de verre spécial fabriqué par Fibresports, freins à disque avant ventilés plus grands retenant les tambours standard à l'arrière, amortisseurs arrière Bilstein à gaz et jambes de force avant utilisés avec des ressorts à simples lames arrière pour maximiser l'efficacité des amortisseurs, un « kit anti-plongée », un différentiel à glissement limité (DGL) Salisbury et un choix de deux améliorations de performances pour les moteurs V6 Essex de 3,0 L, la première mise à niveau appelée GP1 ou Group Pack 1 augmentait la puissance jusqu'à 173 ch (127 kW), ce moteur comprenait des soupapes plus grandes, culasses portées et un carburateur Weber 40 DFI5 et d'autres améliorations de performances en option, la deuxième option appelée Series X ou X Pack offrait 188 ch (138 kW) grâce à trois carburateurs Weber 42 DCNF à deux barils alimentés par une pompe à carburant électrique, les mêmes culasses portées, entrée plus grande et soupapes d'échappement de la GP1 et utilisation de joints de culasse spéciaux même si le taux de compression standard de 9,0:1 et l'arbre à cames standard ont été conservés. La X-pack était également équipée d'une aile de série et comportait également des roues uniques de 7,5 x 13 pouces, pour lesquelles le kit carrosserie spécial avait été fabriqué, et un système d'échappement performant à écoulement libre avec des extrémités arrière aplaties distinctives. Elle pouvait atteindre le 0 à 97 km/h en 7,4 secondes, une seconde plus rapide que la Capri standard de 3,0 litres, et elle avait une vitesse de pointe de 209 km/h, ces améliorations ne pouvaient être achetées et installées que par l'un des 80 concessionnaires Ford RS Motorsport du Royaume-Uni, ou une nouvelle voiture complète pouvait être commandée d'usine et être équipée par un concessionnaire Ford Motorsport. On estime qu'un peu plus de 100 conversions ont été effectuées. La X Pack était également disponible en Europe continentale entre 1979 et 1980 où elle était commercialisée sous le nom de RS 3.0. Même si cela n'a jamais été une RS officielle comme la 2600 ou la 3100, elles étaient toutes blanches avec des rayures bleues et utilisaient des moteurs standard de 3.0 L, mais seulement 100 d'entre elles ont été fabriquées, 1980 a été la dernière année pour les RS allemandes et les X Pack britanniques, et l'année suivante, l'option du moteur de 3.0 L a complètement disparu pour laisser la place aux nouveaux modèles Injection 2.8,,,,,.

#### Turbo 2.8
De juillet 1981 à septembre 1982, les concessionnaires allemands RS ont commercialisé une édition limitée, inspirée des Zakspeed, en conduite à gauche uniquement, nommé « Werksturbo » et capable d'atteindre 220 km/h. Basé sur la S 3.0, ce dérivé présentait la carrosserie élargie de la Series X, spoilers avant et arrière badgés « Ford Motorsport », jantes RS en alliage à quatre rayons profonds équipées de pneus Pirelli P7 235/60VR13 et un moteur badgé RS. Le moteur était basé sur le V6 Cologne de 2,8 litres à carburateur atmosphérique, le moteur à allumage électronique de la Ford Granada (Europe), avec un vilebrequin tuftridé, joints de culasse et pompe à huile robustes, un refroidisseur d'huile et un seul turbocompresseur Garrett T4 fournissant 0,3 bar de suralimentation, un différentiel à glissement limité, des amortisseurs Bilstein aux quatre coins, un kit « anti-plongée », barres anti-roulis RS renforcées et ressorts arrière à simples lames, le moteur avait 188 chevaux à 5 500 tr/min. Le chiffre d'environ 200 exemplaires produits est courant, mais les tunnels de transmission numérotés indiquent que peut-être seulement 155 conversions ont été effectuées,,.

#### Tickford Turbo
La Tickford Capri utilisait le moteur Cologne turbocompressé de l'Injection 2,8 qui développait 208 ch (153 kW), lui permettant d'atteindre 97 km/h en 6,7 secondes et 161 km/h en 18,5 secondes, atteignant 220 km/h en pointe. Cette version comportait également un intérieur de luxe avec garniture entièrement en cuir en option et moquette et garniture de toit Wilton, grand becquet arrière, calandre avant à code couleur, pare-chocs plus profonds et kit carrosserie unique conçu par Simon Saunders, plus tard de KAT Designs et maintenant concepteur de l'Ariel Atom.
Les freins à disque arrière étaient de série sur la Tickford, qui présentait de nombreuses autres modifications de suspension. Ce modèle a été essentiellement reconstruit à la main par Tickford, avec environ 200 heures par voiture. Il a vendu seulement 80 unités. L'un des problèmes était la différence de prix relative par rapport à la Capri Injection standard, la version Tickford coûtant deux fois plus cher.
Ce que l'on pense être la dernière Capri enregistrée au Royaume-Uni est une Tickford blanche enregistrée le 11 septembre 1991 avec le numéro d'enregistrement J4AJA.

#### Conversions de Turbo Technics
Le tuner indépendant Turbo Technics a également mis en vente une évolution turbocompressée de 203 ch (149 kW) et de 233 ch (172 kW), livrée avec une boîte de vitesses spécialement construite. Les problèmes de prix de la Tickford Capri signifiaient que Ford a également sanctionné la conversion de Turbo Technics comme étant semi-officielle, bien que seules les RS allemandes et les Tickford britanniques soient apparues dans les littératures de Ford en tant que produits officiels de Ford.

#### Capri Laser
À partir de novembre 1984, la Capri était uniquement vendue en Grande-Bretagne, avec seulement des voitures en conduite à droite fabriquées à partir de cette date. Les variantes de 1.6 L et 2.0 L à aspiration normale ont été rebaptisées avec un nouveau niveau de finition - « Laser » - qui comportait un module d'instruments complet, levier de vitesses en cuir, volant en cuir, jantes en alliage à quatre branches utilisées sur les modèles S, une antenne électrique et calandre et rétroviseurs à code couleur.
La toute dernière Capri Laser est sortie de la chaîne en novembre 1986, peinte dans une couleur « Mercury Grey » unique. Cette voiture a été immatriculée le 8 mai 1987 à Sussex et doit faire partie d'une collection de voitures classiques à Gillingham Kent.

#### Capri 280
La dernière édition limitée, la Capri 280 aussi surnommée « Brooklands » en référence au nom de la nuance verte particulière dans laquelle tous les modèles de Capri 280 étaient peints, comportait un différentiel à glissement limité, intérieur Recaro tout en cuir et versions à 15 pouces des roues de 13 pouces à sept branches montées sur la Capri Injection Special supprimée. Ford avait initialement l'intention de fabriquer 500 véhicules turbocompressés (par Turbo Technics) avec des jantes en alliage doré et de la nommer Capri 500, mais un changement de planification dans la production signifiait un changement de nom pour Capri 280, car les voitures étaient simplement les derniers modèles à descendre de la chaîne de production. Au total, 1 038 Capri 280 ont été construites. Il n'y avait pas de successeur direct à la Capri, car Ford a estimé qu'en Europe, il n'y avait pas une demande suffisante pour une voiture de ce type qui justifierait une remplaçante directe. Les ventes de Capri étaient en baisse depuis 1980, les versions plus rapides des berlines plus pratiques devenant populaires au détriment des voitures de sport. British Leyland, par exemple, avait pris la décision de ne pas remplacer ses voitures de sport des marques MG et Triumph lors de leur disparition, au début des années 1980, en raison de leur baisse de popularité, se concentrant, à la place, principalement sur les versions berlines badgées MG comme les Metro et Montego, tandis que Ford appréciait les fortes ventes de ses versions plus rapides des Fiesta, Escort et Sierra à l'approche de la disparition de Capri.
Lorsque la dernière Capri a été fabriquée, le 19 décembre 1986, dans l'usine Ford de Cologne, 1 886 647 Capri étaient sorties des chaînes de production.
La dernière Capri fabriquée (enregistrée sous le nom de D194 UVW) existe toujours aujourd'hui et appartient à l'atelier du patrimoine de Ford. Les modèles « Brooklands » avaient un prix élevé d'environ 12 000 £ et avaient du mal à se vendre. Les ventes se sont poursuivies jusqu'en 1987 et 1988, les dernières 280 étant fabriquées le 20 novembre 1989 (marque d'enregistrement G749 NGP), ce qui en fait également la seule Capri commençant par un G sur le VIN et l'avant-dernière Capri à avoir été enregistrée - bien qu'il soit estimé qu'il y a 3 Capri 280 qui n'ont jamais été immatriculées, l'une d'elles étant une conversion de Turbo Technics de 230 ch, et deux voitures standard. En 1976, la production avait pris fin à Halewood, au Royaume-Uni, et la Capri était exclusivement fabriquée en Allemagne de 1976 à 1986. La plupart d'entre elles (plus d'un million) étaient des Mk I, car les Mk I se vendaient bien en Amérique du Nord et en Australie, tandis que les Mk II et Mk III n'étaient exportées qu'en dehors de l'Europe (vers l'Asie et la Nouvelle-Zélande) en nombre limité,.

#### Moteurs
| Modèle             | Cylindrée | Code de type | Puissance       | Vitesse de pointe | 0 à 97 km/h (en secondes) | Années    |
| ------------------ | --------- | ------------ | --------------- | ----------------- | ------------------------- | --------- |
| 1.3 L              | 1 298 cm3 | Crossflow    | 57 ch (42 kW)   | 143 km/h          | 20.0                      | 1978–1979 |
| 1.3 L              | 1 298 cm3 | Crossflow    | 60 ch (44 kW)   | 150 km/h          | 16.4                      | 1979–1982 |
| 1.3 GL             | 1 298 cm3 | Crossflow    | 73 ch (54 kW)   | 159 km/h          | 14.0                      | 1978–1982 |
| 1.6 LC             | 1 593 cm3 | Pinto TL16L  | 68 ch (50 kW)   | 154 km/h          | 15.0                      | 1978–1979 |
| 1.6 LC             | 1 593 cm3 | Pinto TL16L  | 70 ch (51 kW)   | 154 km/h          | 15.0                      | 1979–1980 |
| 1.6 GL/L           | 1 593 cm3 | Pinto TL16H  | 74 ch (54 kW)   | 158 km/h          | 14.3                      | 1978–1979 |
| 1.6 GL/L           | 1 593 cm3 | Pinto TL16H  | 74 ch (54 kW)   | 159 km/h          | 14.3                      | 1979–1981 |
| 1.6 GL/L           | 1 593 cm3 | Pinto TL16H  | 73 ch (54 kW)   | 159 km/h          | 13.6                      | 1981–1983 |
| 1.6 LS             | 1 593 cm3 | Pinto TL16H  | 73 ch (54 kW)   | 159 km/h          | 12.8                      | 1983–1984 |
| 1.6 Laser          | 1 593 cm3 | Pinto TL16H  | 73 ch (54 kW)   | 159 km/h          | 13.5                      | 1984–1986 |
| 1.6 S              | 1 593 cm3 | Pinto TL16G  | 867 h (64 kW)   | 171 km/h          | 12.5                      | 1978–1979 |
| 1.6 S              | 1 593 cm3 | Pinto TL16G  | 91 ch (67 kW)   | 175 km/h          | 12.0                      | 1979–1980 |
| 2.0 V6             | 1 999 cm3 | Cologne      | 90 ch (66 kW)   | 171 km/h          | 11.8                      | 1978–1979 |
| 2.0                | 1 993 cm3 | Pinto TL20H  | 98 ch (72 kW)   | 179 km/h          | 10.8                      | 1978–1979 |
| 2.0                | 1 993 cm3 | Pinto TL20H  | 100 ch (74 kW)  | 179 km/h          | 9.9                       | 1979–1983 |
| 2.0                | 1 993 cm3 | Pinto TL20H  | 100 ch (74 kW)  | 182 km/h          | 9.9                       | 1983–1984 |
| 2.0 (Suisse)       | 1 993 cm3 | Pinto TL20H  | 98 ch (72 kW)   | 179 km/h          | ?                         | 1983–1984 |
| 2.0 Laser          | 1 993 cm3 | Pinto TL20H  | 100 ch (74 kW)  | 182 km/h          | 9.9                       | 1984–1986 |
| 2.3                | 2 294 cm3 | Cologne      | 108 ch (80 kW)  | 180 km/h          | 10.4                      | 1978–1979 |
| 2.3                | 2 294 cm3 | Cologne      | 115 ch (84 kW)  | 183 km/h          | 9.7                       | 1979–1983 |
| 2.3                | 2 294 cm3 | Cologne      | 115 ch (84 kW)  | 187 km/h          | 9.5                       | 1983–1984 |
| 2.8i               | 2 792 cm3 | Cologne      | 160 ch (118 kW) | 211 km/h          | 7.6                       | 1981–1983 |
| 2.8i               | 2 792 cm3 | Cologne      | 160 ch (118 kW) | 211 km/h          | 7.8                       | 1983–1984 |
| 2.8i               | 2 792 cm3 | Cologne      | 160 ch (118 kW) | 211 km/h          | 7.8                       | 1984–1986 |
| 2.8 RS Turbo       | 2 792 cm3 | Cologne      | 188 ch (138 kW) | 220 km/h          | 7.6                       | 1981–1982 |
| 2.8 Tickford Turbo | 2 792 cm3 | Cologne      | 208 ch (153 kW) | 225 km/h          | 6.0                       | 1983–1984 |
| 3.0                | 2 994 cm3 | Essex        | 140 ch (103 kW) | 198 km/h          | 8.4                       | 1978–1981 |
| 3.0 GP1            | 2 994 cm3 | V6 Essex     | 172 ch (127 kW) | Inconnu           | ?                         | 1978–1980 |
| 3.0 X Series       | 2 994 cm3 | V6 Essex     | 188 ch (138 kW) | 209 km/h          | 7.5                       | 1978–1980 |

,

## Hors de l'Europe

### Amérique du Nord

#### Capri
Voir aussi: Mercury Capri
De 1970 à 1978, la Capri était vendue en Amérique du Nord par la division Lincoln-Mercury de Ford. Elles étaient toutes produites en Allemagne. Les phares étaient quatre faisceaux scellés ronds (partagés avec la Capri RS3000), et les clignotants étaient montés sur la calandre de toutes les Capri de 1971–74 et Capri II de 1976–78. L'instrumentation complète n'était pas disponible sur les modèles quatre cylindres de 1971 à 1972, mais était fabriquée en équipement standard à partir de 1973. Une finition optionnelle de décoration intérieure, avec nom de finition «Ghia» pour la Capri II, comportait des garnitures et des caractéristiques intérieures de luxe. Les Ford Capri de 1973 étaient des modèles Mk I restylée avec une nouvelle calandre, des feux arrière plus grands et un nouvel intérieur et un nouveau tableau de bord. Le modèle de 1973 avait le pare-chocs avant de 4 km/h exigé par le gouvernement fédéral depuis 1973. Le pare-chocs a été allongé et l'espace fermé avec un panneau de remplissage argenté. Les modèles de 1974 avaient de plus grands pare-chocs avant et arrière avec des couvercles de pare-chocs enveloppants en uréthane de couleur carrosserie pour répondre à la norme fédérale révisée de pare-chocs de 8 km/h à l'avant et à l'arrière. Les modèles de 1976–78 étaient les modèles à hayon redessinés offerts dans le monde entier depuis 1974, équipés de clignotants montés dans la calandre et des phares ronds à faisceau étanche requis, des pare-chocs de 8 km/h couleur carrosserie et un convertisseur catalytique, nécessitant du carburant sans plomb. En 1976, l'édition spéciale "S" (JPS) présentait une peinture noire ou blanche avec des roues dorées, des rayures dorées et un intérieur amélioré bicolore en beige et noir. En raison de la production tardive des Capri II, aucun modèle de 1975 n'a été vendu aux États-Unis (les concessionnaires Lincoln-Mercury avaient un inventaire des modèles de 1974 restants au cours de l'année modèle 1975, comme le montrent les publicités télévisées). Contrairement au marché européen où la Capri était disponible en plusieurs niveaux de finition et commercialisée comme l'équivalent d'une automobile de grand tourisme, les Capri du marché américain / canadien étaient commercialisées en tant que voiture de sport compacte.
À l'origine, les Capri construites à Cologne et importées en Amérique du Nord n'étaient équipées que du moteur britannique Kent OHV 1600 de 1,6 L, 65 ch (48 kW) avec la transmission manuelle à quatre vitesses. La Capri de 1971 offrait le moteur quatre cylindres en ligne Kent 1600 et le moteur quatre cylindres en ligne Cologne OHC 2000 de 2,0 L en option avec des performances améliorées pour 102 ch (75 kW). Une transmission automatique à trois vitesses optionnelle (la Cruise-o-Matic C4 de Ford, également partagée avec la Pinto) a été mise à disposition avec le moteur quatre cylindres en ligne 2000. En 1972–73, le quatre cylindres en ligne 2000 est devenu le moteur standard, et un V6 Cologne OHV 2600 de 2,6 L était en option, qui produisait 122 ch (89 kW). Le quatre cylindres en ligne 1600 a été abandonné. Pour 1974, de nouveaux moteurs ont été utilisés - le quatre cylindres en ligne OHC 2300 de 2,3 L et le V6 Cologne OHV 2800 de 2,8 L; produisant respectivement 90 ch (66 kW) et 106 ch (78 kW). Les moteurs ont été reportés pour les modèles Capri II à hayon de 1976 à 1977, bien que la puissance du V6 ait grimpé jusqu'à 111 ch (81 kW) à 4 800 tr/min. Les dernières Capri ont été introduites en 1977, bien que les ventes se soient poursuivies en 1978. Les ventes de Capri avaient considérablement diminué au moment de l'introduction de la Capri II, et le prix élevé a contribué à mettre fin aux ventes de Capri de fabrication allemande aux États-Unis.
En 1979, n'important plus la Ford Capri, mais capitalisant sur l'image positive du modèle, les concessionnaires Mercury ont commencé à vendre une nouvelle Capri qui était un dérivée restylée de la Ford Mustang à plate-forme Fox et elle était produite jusqu'en 1986. Mercury a présenté une autre Capri en 1990, mais il s'agissait d'un cabriolet 2 + 2 places à traction avant, basé sur une Mazda.

### Australie

#### Mk I (1969-1972)
La Ford Motor Company of Australia a assemblé la Capri Mk.1 de conception européenne dans son usine de la banlieue de Sydney à Homebush de mars 1969 à novembre 1972. La Capri était proposée sur le marché australien à partir du 3 mai 1969, sous les noms de 1600 Deluxe et 1600 GT, utilisant le moteur Kent OHV de 1,6 litre. Le 25 février 1970, la 3000 GT est lancée, équipée du V6 Essex de 3,0 litres. Dans le même temps, la 1600 GT est devenue la 1600 XL, tandis que la 1600 Deluxe est restée inchangée.
En novembre 1972, la production de Capri a pris fin en Australie, avec un total de 14 638 véhicules assemblés. En juin / juillet 1974, Ford Australie a importé cinquante modèles de RS3100. Ford Australie a également importé quatre exemplaires de Capri II (Mk.2), bien qu'à des fins d'exposition uniquement. Ni la Capri Mk.1 restylée (à l'exception de la RS3100) ni les modèles Mk.2 et Mk.3 suivants n'ont été produits ou vendus officiellement en Australie (bien qu'elles aient été fortement impliquées dans le sport automobile australien et que beaucoup aient été importées de manière privée). Ford Australie a concentré ses efforts de vente sur d'autres produits d'origine britannique, à savoir les Escort et Cortina berlines.

#### SA30 (1989-1994)
Article principal: Ford Capri (Australie)
De 1989 à 1994, Ford Australie a réutilisé le nom Capri pour une voiture de sport décapotable deux portes sans rapport, portant le code SA30. Le nouveau modèle a été exporté aux États-Unis, où il a été commercialisé sous le nom de Mercury Capri. Une petite partie a été vendue en Australie.

### Afrique du Sud
Ford d'Afrique du Sud a assemblé la Capri de 1970 à fin 1972 avec une gamme de modèles similaire à celle du Royaume-Uni. Aucun modèle restylé ou variante RS n'a été commercialisé en Afrique du Sud. Le V6 Essex était le moteur le plus courant, car il était assemblé localement - le quatre cylindres Pinto n'était pas installé. Les V6 1600 de quatre et trois litres étaient également disponibles.
Environ 500 Capri ont été converties par le spécialiste Basil Green Motors pour faire tourner le moteur V8 Windsor 302 de Ford. Ces modèles étaient connus sous le nom de Capri Perana et ont eu beaucoup de succès dans les événements de voitures de tourisme locaux, remportant le championnat sud-africain de 1970 et, dans un format différent, le championnat de 1971 également.
Aucune Capri Mk II et Mk III n'a été exportée ou construite en Afrique du Sud.

## Sport automobile
Championnats:

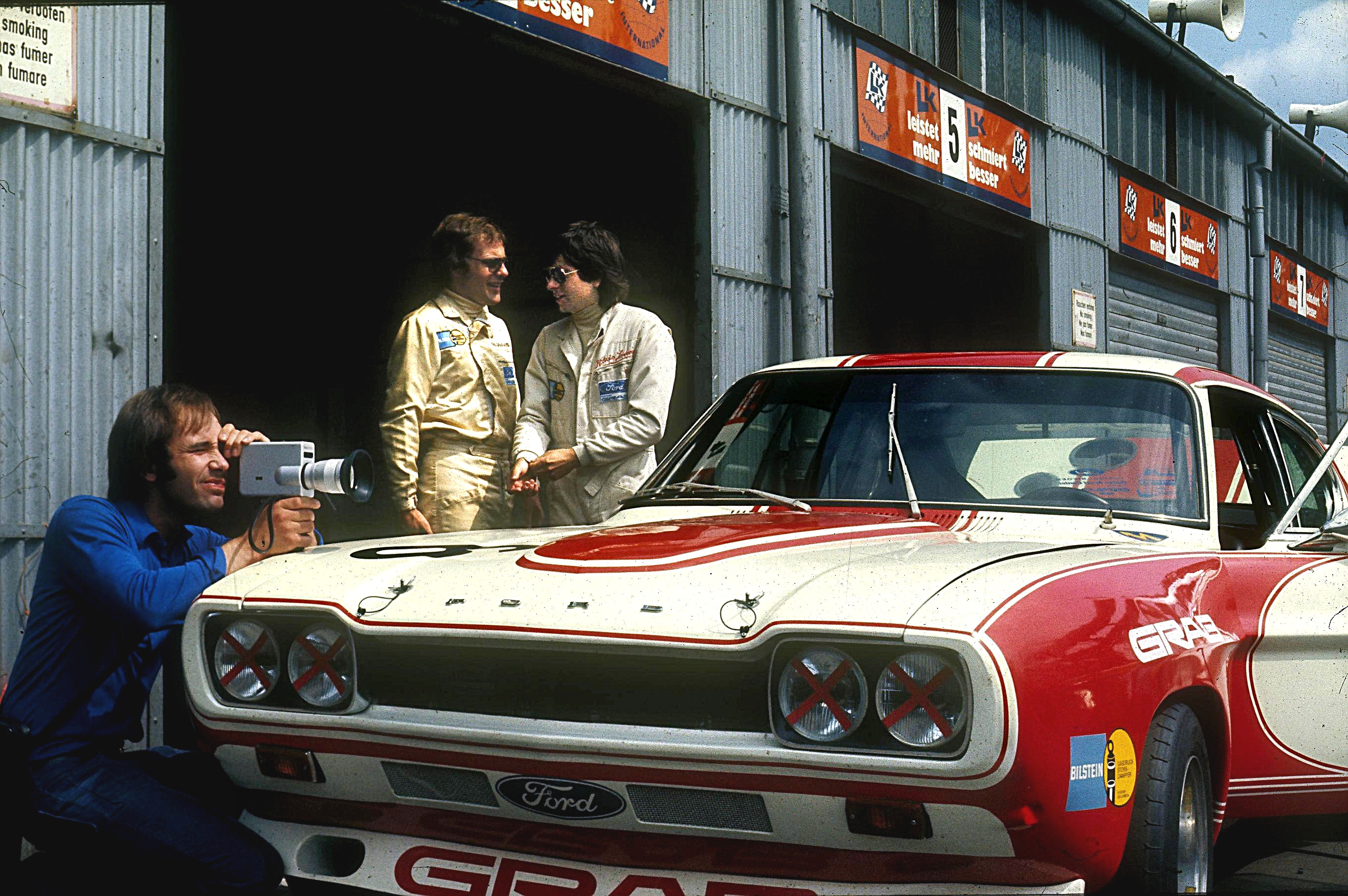
Klaus Ludwig (à d.) et Karl-Ludwig Weiß (à g.), sur Capri 2600 RS en 1973 au Nürburgring.

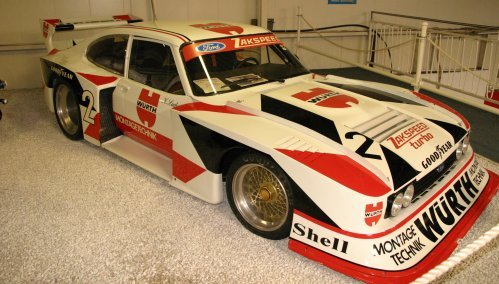
La Capri Turbo Gr.5 de Ludwig en 1981 en DRM, avec le team Zakspeed (Auto & Technik Museum de Sinsheim).

- Deutsche Automobil Rundstrecken Meisterschaft (DARM): 1971;
- Championnat d'Europe FIA des voitures de tourisme: 1971 et 1972;
- Championnat d'Espagne de vitesse sur circuit - Tourisme: 1971 à 1974, et 1983;
- Championnat de Belgique des voitures de tourisme: 1972 (Gr.2), 1977 (Production<1.6L.), 1978, 1979 et 1980 (Production>1.6L.), et 1982 (Gr.A);
- Deutsche Rennsport Meisterschaft (DRM): 1972 et 1981;
- Championnat britannique des voitures de tourisme: 33 victoires de classes pour Gordon Spice de 1975 à 1980 (3e du BTCC en 1975, 1976, et 1980);
- Championnat de France de Supertourisme: 1978 et 1979;
- Championnat d'Europe de la montagne Racing Car: 1982;

Épreuves notables (GT...) :
- 24 Heures de Spa: 1971, 1972, 1978, 1979 et 1980;
- RAC Tourist Trophy: 1972;
- Eifelrennen: 1974;
- Trophée du Norisring: 1980;
- 24 Heures du Nürburgring: 1981 et 1982.
- 24 Heures de Willhire: 1985.
- Tour de France automobile Groupe 2: 1969, 1972 et 1973;
- Rallye Safari Historic: 2013.

### Ford Capri Zakspeed
Voir aussi: Zakspeed
Une version Groupe 5 de la Capri Mk III a été construite par Zakspeed pour participer à la série de courses automobiles Deutsche Rennsport Meisterschaft. Klaus Ludwig a ensuite remporté le titre en 1981. La voiture a conservé très peu d'éléments avec la Capri. Seuls le toit, les piliers et certaines parties de l'arrière sont restés. La carrosserie était principalement composée de profilés en aluminium et de 80 mètres de tubes en aluminium. Le moteur Cosworth turbocompressé produisait environ 530 ch (390 kW) à 9 200 tr/min avec une charge de 1,4 bar; 1,6 bar étaient disponibles pendant de courtes périodes pour un supplément de 70 ch (51 kW).

### Record (définitif)
- Temps au tour sur le Nürburgring en Groupe 5 (ancien tracé Nordschleife de 20 832 m): 7 min 8 s 59 à près de 192 km/h le 4 juillet 1982, pour Klaus Niedzwiedz sur Ford Capri Zakspeed Turbo (et pole position du Grand Prix du Nürburgring)[92].

## Apparition cinématographique
- Ces messieurs de la gâchette (1971) : voiture de Gabriel Pelletier (directeur commercial, Michel Serrault - en livrée rouge).
- Brannigan (1975): une Capri MK2 3000GT en livrée jaune, conduite par John Wayne.